# Station Favrholm
Station Favrholm is een spoorwegstation in de Deense plaats Favrholm dat in 2023 is geopend. Het ligt ten zuiden van Hillerød bij de aansluiting van de Nordbanen en de Frederiksværkbanen en is de halte voor de wijk Favrholm en het Nyt Hospital Nordsjælland dat in 2026 zal worden geopend.
Het station werd op 10 december 2023, bij de ingang van de nieuwe dienstregeling, in gebruik genomen, de officiële opening vond plaats op 12 december. Het station zou al in 2021 worden geopend maar dat werd 2 jaar uitgesteld toen ook de opening van het ziekenhuis werd verschoven. 
Tijdens de bouw stegen de kosten met ongeveer 40 miljoen kroon. Het project werd bekostigd door de Staat, de DSB, de gemeente Hillerød, Lokaltog en het Hoofdstedelijk gewest.